# ユングフラウヨッホ
ユングフラウヨッホ（Jungfraujoch）は、アルプス山脈のうちスイスのベルナー・オーバーラント（ベルナー・アルプス）にある山、ユングフラウとメンヒを結ぶ稜線の鞍部（ヨッホ）に位置する地名を指す。ベルン州とヴァレー州の境にあり、アレッチ氷河とともに「スイス・アルプス ユングフラウ =アレッチ」（総面積824平方キロメートル）として世界自然遺産に登録されている。ユングフラウヨッホの標高は3466メートルで、さらに高所を含めて周辺には鉄道駅や観光施設、研究所がある。

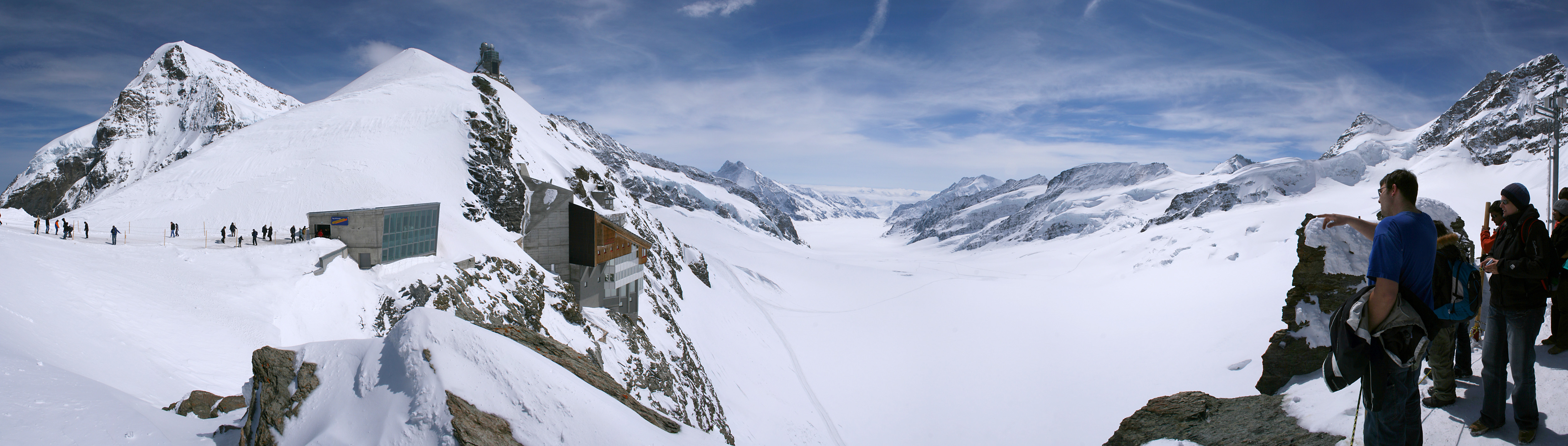
ユングフラウヨッホ全景

## ユングフラウヨッホ駅

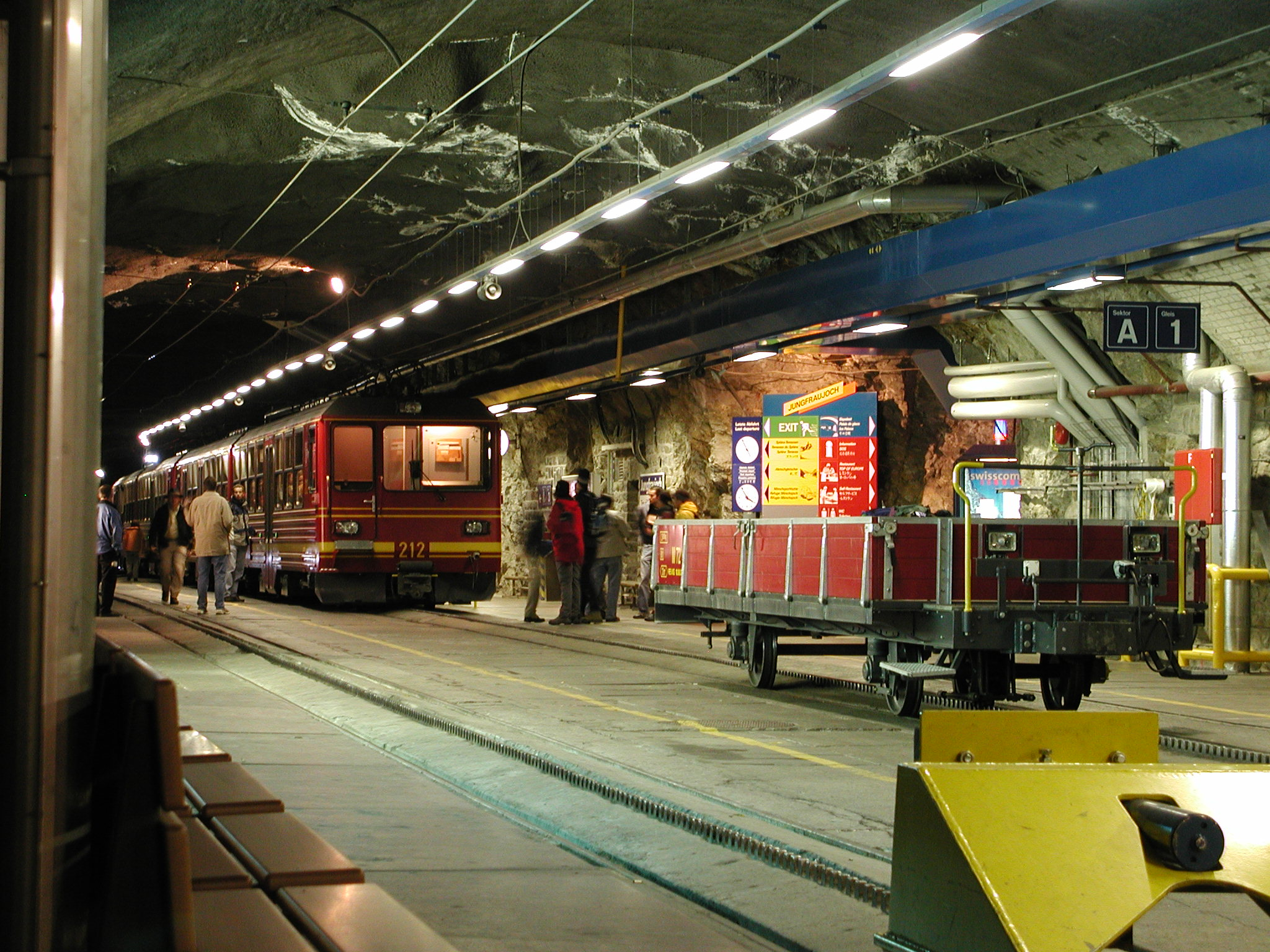
ユングフラウヨッホ駅は鉄道駅としてはヨーロッパで最も標高が高い

クライネ・シャイデックからのユングフラウ鉄道が通るユングフラウヨッホ駅（標高3454メートル）は、ヨーロッパで最も標高が高い鉄道駅である。

## ユングフラウヨッホ山頂郵便局
この駅に併設されているユングフラウヨッホ山頂郵便局（標高3454メートル）は、ヨーロッパで最も高所にある郵便局であり、日本で最高地点となる富士山五合目簡易郵便局（標高2305メートル）と1993年から姉妹提携を結んでいる。

## トップ・オブ・ヨーロッパ
ユングフラウヨッホ駅と直結して、「トップ・オブ・ヨーロッパ」（Top of Europe）という複合施設があり、世界中から年間70万人近くの観光客が訪れている。

### 主な設備
- スフィンクス展望台（Sphinx Terrace）[1]
高速エレベーターで標高3571メートル[1]へ上がる。スイスアルプス最大・最長のアレッチ氷河をはじめ、ベルナーアルプス、ヴァレーアルプスなどの眺望が広がる[4]。

- アイスパレス（Ice Palace）[1]
アレッチ氷河の下に造られた氷の宮殿で、氷の回廊を徒歩で回りながら、氷の彫刻を鑑賞できるようになっている。万年雪の平原が広がるプラトー展望台[1]にも出ることができる。

- レストラン
アラカルトレストラン、グループ用レストラン、セルフサービスレストランなど合計5つのレストランがある。

- 雪上アトラクション
ユングフラウヨッホにある「スノーファン トップ・オブ・ヨーロッパ」では、スキー／スノーボード、チロリエンヌ、スレッジパークなど、雪上の様々なアトラクションが楽しむことができる。

- アルパイン・センセーション
ユングフラウ鉄道全線開通100周年記念事業の一つとしてユングフラウに完成した新しいアトラクション[1]。ダイナミックな映像とサウンド、イルミネーションを駆使して、ユングフラウ鉄道とユングフラウ地方の歴史と魅力を紹介している。

## ユングフラウヨッホ高地研究所とスフィンクス天文台
ユングフラウヨッホ駅と直結した研究所で、スフィンクス天文台は標高3572メートル。スイスアルプスは大西洋からの気流やサハラ砂漠の砂塵も飛来するため、天体観測のほか、温暖化ガスなど大気・気象観測、アレッチ氷河融解の測定など雪氷学、医学といった様々な研究プロジェクトが行なわれている。